# Metropolregion Rockford

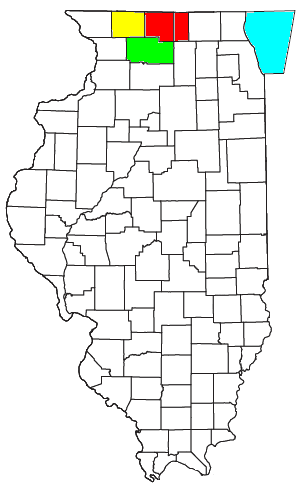
Die Metropolregion Rockford (rot) sowie die angrenzenden Stephenson (gelb) und Ogle Countys (grün) bilden die Combined Statistical Area (CSA) Rockford-Freeport-Rochelle

Die Metropolregion Rockford ist eine vom United States Census Bureau definierte Metropolregion im Norden des US-amerikanischen Bundesstaates Illinois. Sie umfasst das Boone County und das Winnebago County. Zentrum der Region ist die Stadt Rockford am Rock River. 
Über den Chicago Rockford International Airport ist die Region an das Luftverkehrsnetz angeschlossen.
Das Ballungsgebiet wird vom Office of Management and Budget zu statistischen Zwecken als Rockford, IL Metropolitan Statistical Area geführt.

## Bevölkerung
Im Jahr 2000 hatte die Metropolregion 320.204 Einwohner, deren Zahl sich bis 2009 auf 353.722 erhöhte.

## Nachbarregionen
An die Metropolregion Rockford grenzt nördlich die Metropolregion Janesville-Beloit im benachbarten Bundesstaat Wisconsin. Am östlichen Rand der Region beginnt die Metropolregion Chicago.

## Countys
Die Metropolregion Rockford besteht aus folgenden Countys:
| Name                    | Zensus 2000 | Schätzung 2009 | Änderung |
| ----------------------- | ----------- | -------------- | -------- |
| Boone County            | 41.786      | 54.020         | 29,3 %   |
| Winnebago County        | 278.418     | 299.702        | 7,6 %    |
| Metropolregion Rockford | 320.204     | 353.722        | 10,5 %   |

## Städte und Gemeinden

### Kernstadt
- Rockford

### Größere Städte
- Belvidere
- Loves Park
- Machesney Park

### Weitere Städte
| - Caledonia - Capron - Cherry Valley | - Durand - Lake Summerset - New Millford | - Pecatonica - Poplar Grove - Rockton | - Roscoe - South Beloit - Timberlane | - Winnebago |